# Кумова воденица
Кумова воденица се налази у селу Маркова Црква, у општини Лајковац, недалеко од Ваљева. Нема поузданих извора када је подигнута, али по начину градње претпоставља се да потиче са почетка 18. века.
Око воденице, ангажовањем власника, формира се етно село са вајатима и рестораном за прихват и смештај гостију.

## Положај
Воденица се налази, као највећа од свих воденица, последња у низу на реци Топлици, које су у прошлости постојале, од изворишта у бањи Врујци. У дужини од 26km речног тока, од изворишта до њеног ушћа у Колубару некада се налазило двадесет три воденице. Налази на самом крају тока Топлице где је снага водене струје значајно јача него у горњем току, тако да једина поседује три кола (витла).

## Принцип млевења и делови воденице
Чиниле су главне изворе хране и са успехом очувале народну традицију јер су чиниле главно место окупљања српског живља у то време. Кажу да су уз гусле и проју у воденици генерације и генерације одрастале.
Као изум представљају савршени спој природних ресурса(камен, дрво и вода) који природи ни мало не штете, као многи данашњи изуми. Принцип млевења у воденици се састоји из веома пуно делова, неки од најважнијих су: жлеб (наводи воду на витло), устава(представља неки вид кочнице, када је устава спуштена воденица не ради, а вода се не усмерава на витло), витло (справа која претвара снагу воде у обртно кретање воденичног камена), воденични каменови (два камена од којих се горњи креће а доњи је статичан, они мељу жито које упада између њих), кошеви (дрвене посуде у којима се налази жито и одакле пада између каменова), чекетало (дрво које када камен ради скакуће по њему и омогућава да жито равномерно испада из кошева) и треба још напоменути да се воденица не налази на главном кориту реке већ на јазу (канал који доводи воду из главног тока до воденице а потом се враћа у главни ток).

## Историјат
Воденице као претече данашњих савремених млинова своју експанзију доживљавају у 17. и 18. веку за време турске владавине. Турски властодршци увидевши пропаст Турске државе на овим просторима повлачећи се продају сав свој иметак како воденице имућнијим Србима, тако и ову воденицу откупљује чувени трговац за време Милоша Обреновић, Стеван Јеремић из оближњег села Ратковац. Сав свој иметак и богатство које је поседовао, попут једне трећине убског села Совљак, надалеко познати „Гранд хотела” у Ваљеву пред смрт продаје или оставља наследницима, али им је оставио аманет да воденицу не продају. Наследници су поштовали аманет неко време али су ипак касније продали воденицу. Радећи као воденичар Радован Милутиновић користи ту прилику и откупљује део воденице, и тако постаје двотрећински власник. Стицајем околности осамдесетих година прошлог века воденица престаје са радом и остављена је да пропада.
Кумови Славко Јовановић и Милан Павловић из Маркове Цркве откупљују 15. априла 2009. године целокупну воденицу и за годину дана рада враћају је у првобитно аутентично стање и дају јој назив „Кумова воденица”. У наредним годинама воденица изазива велико туристичко интересовање и полако постаје један од многобрајних споменика културе у ваљевском крају. Треба напоменути да уз цркву св. Димитрија из 15. века и још једну воденицу на Топлици Кумова воденица чини прави рај за госте који се упуте у овај крај.

## Занимљивости
Почетком осамдесетих година прошлог века воденицу посећују разне филмске и серијске екипе. Снимане су серије „Вук Караџић” и „Приче из Непричаве” и филм „Атонски вртови”, са глумцима попут Милене Дравић, Зорана Радмиловић, Данила Лазовић, Жарка Лаушевић и многих других.
Народна прича о настанку чекетала:
„Човек направи воденицу и узе убацивати жито рукама између каменова, ђаво видевши то дође код њега и упита га шта то ради, воденичар му одговори да убацује жито. Ђаво се замисли и рече: „Ја ћу ти направити једну справу поред које нећеш морати да стојиш али мораш ми дати једну недељу годишње да мељем у воденици”, воденичар пристаде на то. Тако воденичар доби чекетало а у народу оста та прича и друга недеља после Божића оста да се зове „Ђавоља недеља” у којој по обичају не меље воденица.”
Са сигурношћу се зна да у овој воденици меље тренутно најмлађи воденичар у Србији, Ђорђе Павловић.